# Hofbauer-Wasserbauer-Siedlung
Die Hofbauer-Wasserbauer-Siedlung (auch Hofbauersiedlung) ist ein Ortsteil der Stadtgemeinde Birkfeld im Bezirk Weiz in der Steiermark in Österreich.
Die Siedlung befindet sich auf dem Gebiet der ehemaligen Gemeinde Waisenegg, wo sie unmittelbar westlich der aus Fischbach kommenden Landesstraße L114 liegt. Sie besteht aus mehreren Einfamilienhäusern und ist in den letzten Jahren rasch angewachsen. Das Gebiet ist in der Vorrangzonenkarte des Landes Steiermark als bevorrangt zu bebauende Zone für Wohnzwecke ausgewiesen. Etwas nördlich davon befindet sich die vergleichbare Steinbrennersiedlung.